# ایلکا هرلین
ایلکا هرلین (انگلیسی: Ilkka Herlin؛ زادهٔ ۲۵ ژانویهٔ ۱۹۵۹) کارآفرین، سرمایه‌دار و تاریخ‌نگار اهل فنلاند است، که بعنوان رئیس هیئت مدیره کارگوتک فعالیت می‌کند.